# Caryanda microdentata
Caryanda microdentata är en insektsart som beskrevs av Fu, Peng, Jianhua Huang och Z. Zheng 2006. Caryanda microdentata ingår i släktet Caryanda och familjen gräshoppor. Inga underarter finns listade i Catalogue of Life.